# 2-Brombutan
2-Brombutan ist eine chemische Verbindung aus der Gruppe der aliphatischen Halogenkohlenwasserstoffe und organischen Bromverbindungen. Sie ist isomer zu 1-Brombutan, Isobutylbromid und tert-Butylbromid und gehört zur Gruppe der Butylbromide.

## Isomere
Sie kommt selbst in zwei enantiomeren Formen, (R)-2-Brombutan und (S)-2-Brombutan, vor.
| Isomere von 2-Brombutan |                       |                 |
| Name                    | (S)-2-Brombutan       | (R)-2-Brombutan |
| Andere Namen            | (+)-2-Brombutan       | (−)-2-Brombutan |
| Strukturformel          |                       |                 |
| CAS-Nummer              | 5787-32-6             | 5787-33-7       |
| CAS-Nummer              | 78-76-2 (unspez.)     |                 |
| EG-Nummer               | –                     | –               |
| EG-Nummer               | 201-140-7 (unspez.)   |                 |
| ECHA-Infocard           | –                     | –               |
| ECHA-Infocard           | 100.001.037 (unspez.) |                 |
| PubChem                 | 12236140              | 637147          |
| PubChem                 | 6554 (unspez.)        |                 |
| Wikidata                | Q27254482             | Q27252707       |
| Wikidata                | Q209314 (unspez.)     |                 |

## Gewinnung und Darstellung
2-Brombutan kann durch Reaktion von 1-Buten, 2-Buten oder 2-Butanol mit Bromwasserstoff gewonnen werden.
{\displaystyle \mathrm {C_{4}H_{8}+HBr\longrightarrow C_{4}H_{9}Br} }
{\displaystyle \mathrm {C_{4}H_{9}OH+HBr\longrightarrow C_{4}H_{9}Br+H_{2}O} }

## Eigenschaften
2-Brombutan bildet leicht entzündliche Dampf-Luft-Gemische. Die Verbindung hat einen Flammpunkt bei 21 °C. Der Explosionsbereich liegt zwischen 2,6 Vol.‑% als untere Explosionsgrenze (UEG) und 6,6 Vol.‑% als obere Explosionsgrenze (OEG). Die Zündtemperatur beträgt 265 °C. Der Stoff fällt somit in die Temperaturklasse T3.

## Verwendung
2-Brombutan wird zur Herstellung von Arzneimitteln und Riechstoffen (zur Einführung der Butylgruppe) verwendet.